# Montaigu (Aisne)
Montaigu – miejscowość i gmina we Francji, w regionie Hauts-de-France, w departamencie Aisne.
Według danych na styczeń 2014 roku gminę zamieszkiwało 755 osób, a gęstość zaludnienia wynosiła 32,5 osób/km².